# 小山氏政
小山 氏政（おやま うじまさ）は、南北朝時代の下野国守護。左馬助。

## 生涯
小山秀朝の子。
中先代の乱の際に北条時行を迎え討った父が敗退して多数の家臣とともに戦死（自害とも）した当時、氏政は6歳であった。家督と守護職は兄の常犬丸（元服後初め朝氏、のち朝郷）が継承するが、兄もまた秀朝の継母と推定されている「小山大後家」の後見を受けなければならない程の若年（建武3年10月28日付幕府執事高師直奉書）であり、小山氏の勢力は衰退した。加えて、南北朝の争いが本格化すると、建武4年/延元2年（1337年）には、北畠顕家によって小山城が占領されて朝氏が捕虜となり、北畠軍にいた結城宗広の助言で命を助けられる（『関城繹史』）など、北朝方についていた小山家中は動揺した。
その後、東国に下った北畠親房ら南朝方からの勧誘が激しくなり、暦応3年/興国元年（1340年）に親房が「小山又兄弟合戦候」（興国元年5月16日付北畠親房御教書写）と記す有様であった。この「兄弟合戦」とは南朝方の兄・朝氏と北朝方の弟・氏政の間で内戦が行われたとされている（峰岸純夫説）が、実際には若年の当主兄弟の争いではなく、家臣団による南北両派の争いであった可能性もある（松本一夫説）。しかも、近衛経忠による藤氏一揆構想や康永2年/興国4年（1343年）の興良親王の小山城入城事件にもかかわらず、小山氏は北朝方にありながら北畠親房らとも関係を保つなどその旗幟を鮮明にしないまま、貞和2年/興国7年4月13日（1346年5月4日）に朝氏は急逝した。子供がなかったために、弟の氏政が家督を継承した。
朝氏が没した年の12月24日には室町幕府から北朝に献上された馬10頭のうち1頭が「小山下野入道跡」によるもの（『園太暦』）であり、小山氏を継承した氏政が北朝方の姿勢を取っていたことが知られている。観応の擾乱の際には関東諸将は当初は動揺をしたものの、足利尊氏が足利直義を追って東国に下ったと知ると、氏政は宇都宮氏綱らとともに尊氏軍に合流して観応2年/正平6年（1351年）12月の薩埵峠の戦いに参加、翌文和元年/正平7年（1352年）の笛吹峠合戦でも活躍した。
文和2年/正平8年（1353年）、足利尊氏は南朝に奪われた京都を奪還するために鎌倉を出発する際に側近の饗庭命鶴丸（氏直）が「分限ト申、多勢ト云、不可余儀歟」と述べて氏政を先陣に推挙するが、尊氏は最終的に結城直光を指名している（『源威集』）。なお、同年10月10日付で下野の在地武士の1人であった嶋津忠政に恩賞を授けるように幕府の奉行に申請した左衛門佐氏政の申状が残されている（「下野島津文書」）。この時期の下野守護については、小山氏政説・宇都宮氏綱説・小山宇都宮両氏半国守護説などが存在するが、国内の在地武士に対する恩賞請求権はその国の守護に属するため、少なくても文和2年において氏政が下野守護であった事実が判明する。また、その補任も同国守護であった兄・朝氏からの継承であった可能性が高い（松本一夫・江田郁夫説）。
その後、上洛した他の東国諸将とともに京都及びその周辺部を転戦していたが、文和4年/正平10年に27歳で没した。